# Reichenbach (Unterwellenborn)
Reichenbach ist ein Ortsteil von Unterwellenborn im Landkreis Saalfeld-Rudolstadt in Thüringen.

## Geografie
Reichenbach befindet sich in einem Seitental der Uhlstedter Heide und ist ab den steileren Hängen mit Wald umgeben. Die Landesstraße 1107 führt zur Hauptstraße des Waldhufendorfes. Im Westen grenzt Reichenbach an die Ortslage Langenschade.

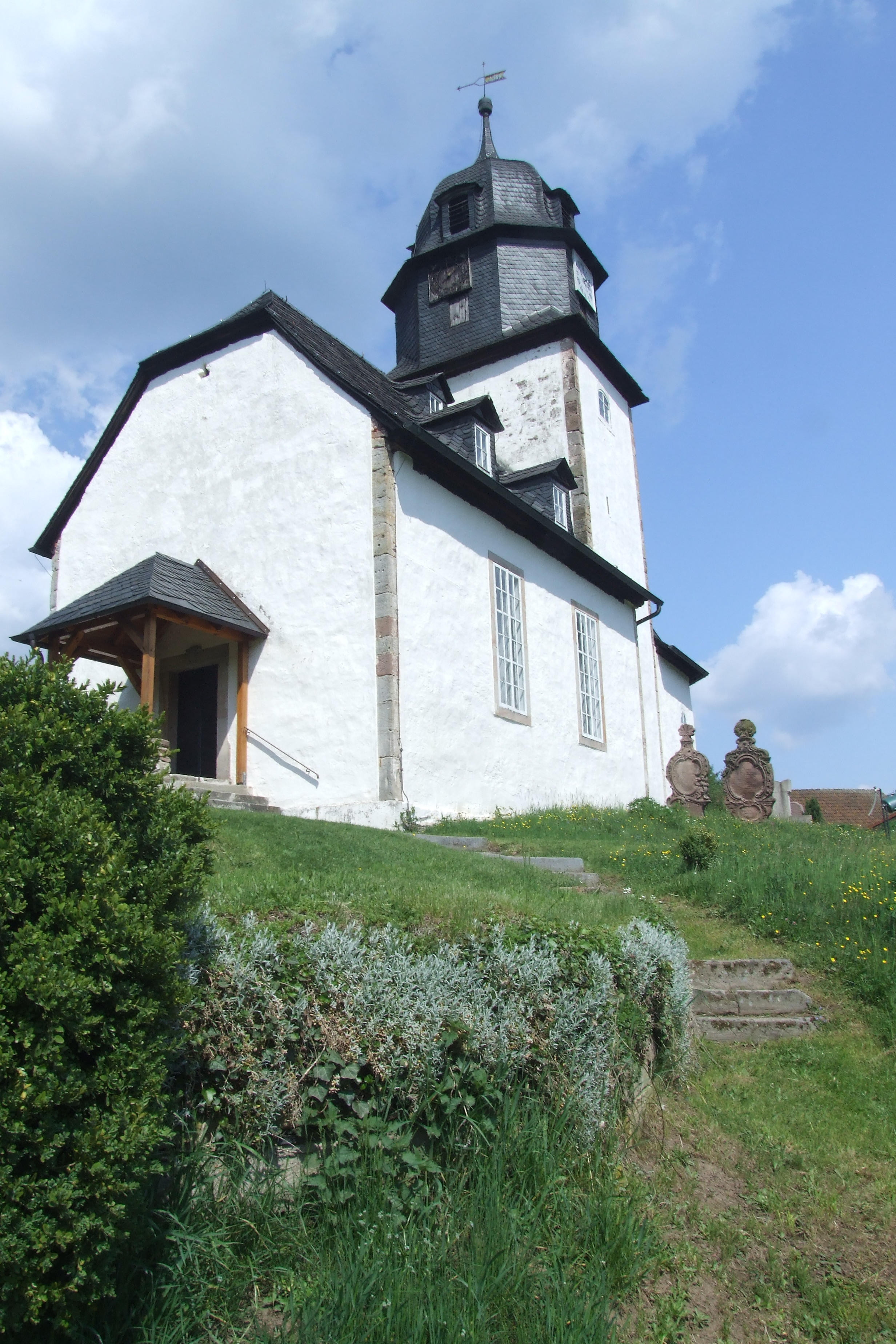
Dorfkirche

## Geschichte
1279 wurde der Ort Richenbach erstmals genannt. Das bestätigt auch Wolfgang Kahl. Er ermittelte den 10. März 1278 als erstmalige urkundliche Erwähnung des Dorfes.
Die ältesten Teile der Kirche sind romanischen Ursprungs. Reichenbach wurde von „reicher Wasserbach“ abgeleitet. Die Leute leben von Wald- und Feldarbeit, Jagd und Fischwirtschaft. Am 1. Juli 1950 wurde Reichenbach in Langenschade eingemeindet.